# Chiesa dei Santi Nazario e Celso (Bellinzona)
La chiesa dei Santi Nazario e Celso è un edificio religioso che si trova a Scubiago, frazione di Bellinzona, in Canton Ticino.

## Storia
La struttura è citata per la prima volta in documenti storici risalenti al 1211. Fra il XVI ed il XVII secolo subisce radicali trasformazioni che mutano completamente l'aspetto originario della chiesa; fra le pochissime cose della costruzione originaria che sono state riutilizzate nella trasformazione vi è la parete sud.

## Descrizione
La chiesa ha una pianta ad unica navata, sovrastata da una volta a botte. Il coro è invece coperto con una volta a botte lunettata. L'interno è ornato da diversi affreschi, non tutti coevi ma realizzati nel corso dei secoli.